# Jakubowice (Byczyna)
Jakubowice (deutsch Jakobsdorf, auch Jacobsdorf) ist ein Ort der Gmina Byczyna in der Woiwodschaft Opole in Polen.

## Geographie

### Geographische Lage
Jakubowice liegt im nordwestlichen Teil Oberschlesiens im Kreuzburger Land. Das Dorf Jakubowice liegt rund neun Kilometer südwestlich vom Gemeindesitz Byczyna, rund 18 Kilometer nordwestlich der Kreisstadt Kluczbork und etwa 57 Kilometer nordöstlich der Woiwodschaftshauptstadt Oppeln.

### Nachbarorte
Nachbarorte von Jakubowice sind im Norden Proślice (Proschlitz), im Osten Kochłowice (Kochelsdorf), im Süden Skałągi (Skalung) und  im Westen Bruny (Brune).

## Geschichte

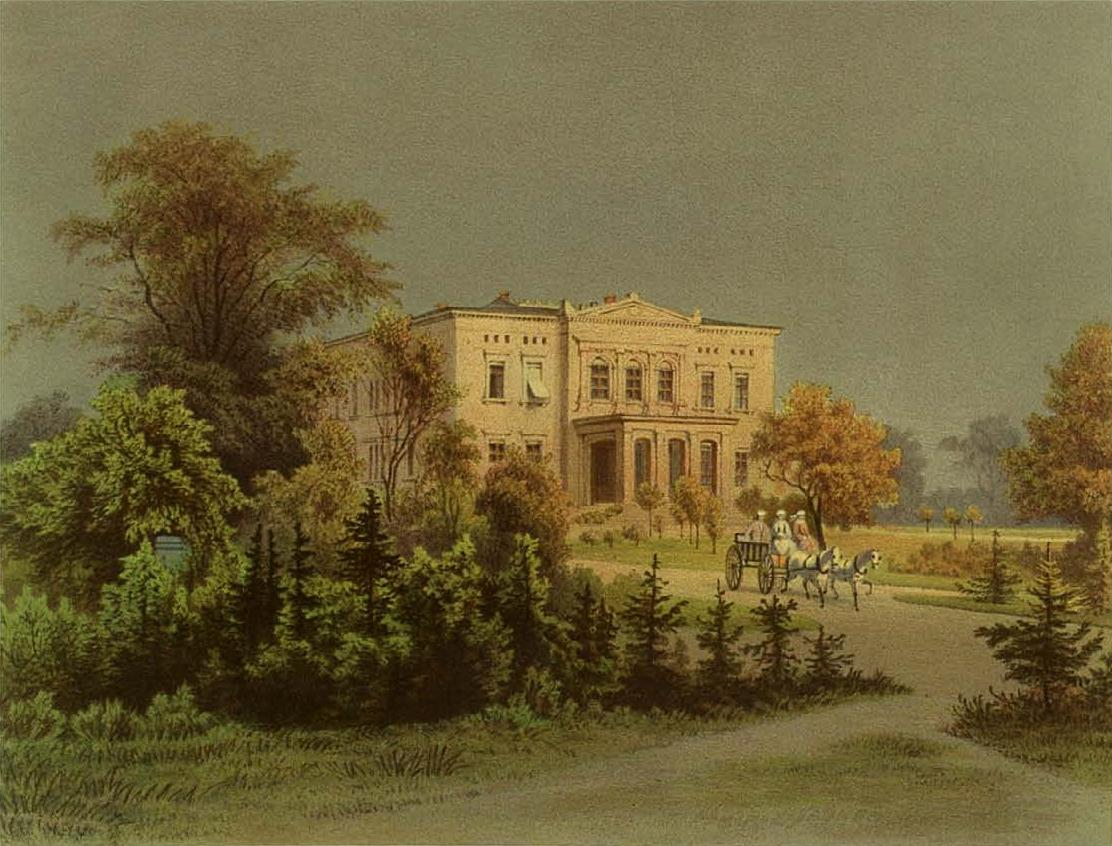
Schloss Jakobsdorf um 1870

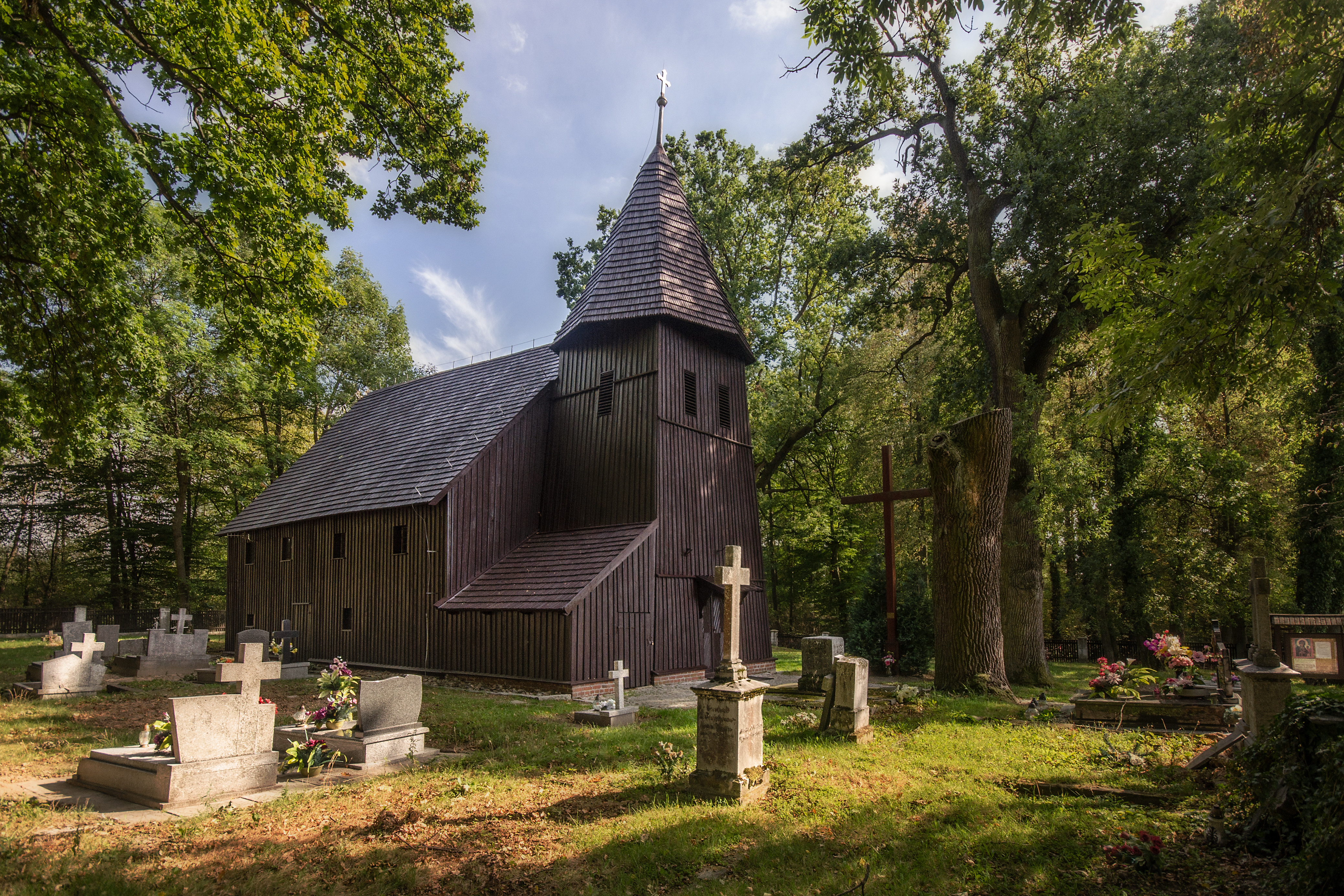
Schrotholzkirche der Heiligen Jungfrau Maria der Königin von Polen

Das Dorf wird 1405 erstmals als Jocabsdorff erwähnt. Der Name des Dorfes leitet sich vom Namen des Gründers ab, das Dorf des Jakobs. Der Gründer war ein sogenannter Lokator, der im Rahmen des Landesausbaus beauftragt war, Siedler für das neue Dorf zu rekrutieren.
1583 wurde die evangelische Schrotholzkirche erbaut.
1826 wurde die zu Jakobsdorf gehörende Kolonie Grundmannshain gegründet. 1842 wurde das Dorf von Herrn Colmar von Eisenschmidt erworben. 1845 bestanden im Dorf eine evangelische Kirche, eine evangelische Schule, ein Schloss, eine Brennerei, eine Brauerei und weitere 27 Häuser. Im gleichen Jahr lebten in Jakobsdorf 361 Menschen, davon 33 katholisch. Grundmannsheim bestand im gleichen Jahr aus drei Häusern und zwölf Bewohnern. 1860 starb der Gutsbesitzer Colmar von Eisenschmidt. Durch Erbschaft ging das Dorf in den Besitz der Nichte Helene von Tieschowitz geborene von Randow. 1861 lebten in Jakobsdorf 349 Menschen. 1866 wurde das Schloss durch den Bauinspektor Herrn Gerstmann aus Breslau erbaut. 1874 wurde der Amtsbezirk Jakobsdorf gegründet, zu dem Jakobsdorf eingegliedert wurde. Erster Amtsvorsteher war der Rittergutsbesitzer Max von Tieschowitz.
1933 lebten in Jakobsdorf 323 Menschen. 1937 erhielt die Dorfschule ein neues Gebäude. 1939 lebten 304 Menschen im Ort. Bis 1945 gehörte das Dorf zum Landkreis Kreuzburg O.S.
Als Folge des Zweiten Weltkriegs fiel Jakobsdorf 1945 wie der größte Teil Schlesiens unter polnische Verwaltung. Nachfolgend wurde der Ort in Jakubowice umbenannt und der Woiwodschaft Schlesien angeschlossen. 1950 wurde es der Woiwodschaft Oppeln eingegliedert. 1999 kam der Ort zum neu gegründeten Powiat Kluczborski (Kreis Kreuzburg).

## Sehenswürdigkeiten
- Die Schrotholzkirche Kirche der Heiligen Jungfrau Maria der Königin von Polen (poln. Kościół Najświętszej Marii Panny Królowej Polski) wurde 1583 erbaut. Sie diente bis 1945 als evangelisches Gotteshaus. 1931 und in den 1990er Jahren wurde die Kirche saniert. Es handelt sich bei dem Kirchengebäude um ein einschiffiges Holzgebäude. Diese besitzt einen dreiseitig geschlossenen Chor und einen rechteckigen Glockenturm mit Zeltdach. Der Hauptaltar wurde im 18. Jahrhundert gefertigt.[8] Seit 1953 steht das Kirchengebäude unter Denkmalschutz.[9]
- Ehemaliger Schlosspark